# Talismanus
Talismanus, auch Tallismanus bzw. Talismanis, ist eine Siedlung im Wahlkreis Otjombinde in der Region Omaheke im Osten Namibias. Die Siedlung liegt etwa 180 Kilometer von der Regionalhauptstadt Gobabis entfernt.
Talismanus verfügt über fünf Schulen und eine Klinik.